# Bassamtetra
Bassamtetra (Hemigrammus marginatus) är en fiskart som beskrevs av Ellis, 1911. Bassamtetra ingår i släktet Hemigrammus och familjen Characidae. Inga underarter finns listade.